# Marinarozelotes
Marinarozelotes es un género de arañas araneomorfas de la familia Gnaphosidae.

## Especies
- Marinarozelotes achaemenes Zamani, Chatzaki, Esyunin & Marusik, 2021
- Marinarozelotes adriaticus (Caporiacco, 1951)
- Marinarozelotes ansimensis (Seo, 2002)
- Marinarozelotes baiyuensis (Xu, 1991)
- Marinarozelotes barbatus (L. Koch, 1866)
- Marinarozelotes bardiae (Caporiacco, 1928)
- Marinarozelotes chybyndensis (Tuneva & Esyunin, 2002)
- Marinarozelotes cumensis (Ponomarev, 1979)
- Marinarozelotes fuscipes (L. Koch, 1866)
- Marinarozelotes glossus (Strand, 1915)
- Marinarozelotes holosericeus (Simon, 1878)
- Marinarozelotes huberti (Platnick & Murphy, 1984)
- Marinarozelotes jaxartensis (Kroneberg, 1875)
- Marinarozelotes kulczynskii (Bösenberg, 1902)
- Marinarozelotes lyonneti (Audouin, 1826)
- Marinarozelotes malkini (Platnick & Murphy, 1984)
- Marinarozelotes manytchensis (Ponomarev & Tsvetkov, 2006)
- Marinarozelotes miniglossus (Levy, 2009)
- Marinarozelotes minutus (Crespo, 2010)
- Marinarozelotes mutabilis (Simon, 1878)
- Marinarozelotes ravidus (L. Koch, 1875)
- Marinarozelotes stubbsi (Platnick & Murphy, 1984)